# National Invitation Tournament 2004
Il National Invitation Tournament 2004 è stata la 67ª edizione del torneo. La final four è stata giocata al Madison Square Garden di New York. Ha vinto il titolo la University of Michigan, allenata da Tommy Amaker. Miglior giocatore del torneo è stato eletto Daniel Horton.
| Campione NIT 2004             |
| ----------------------------- |
| Michigan Wolverines 3º titolo |

## Squadra vincitrice
|    | Naz.                   | Ruolo | Sportivo         |  | Alt. |  |  |
| -- | ---------------------- | ----- | ---------------- |  | ---- |  |  |
| 3  | Stati Uniti (bandiera) | G     | Dani Wohl        |  | 180  |  |  |
| 4  | Stati Uniti (bandiera) | G     | Daniel Horton    |  | 191  |  |  |
| 5  | Stati Uniti (bandiera) | G     | Dion Harris      |  | 191  |  |  |
| 11 | Stati Uniti (bandiera) | G     | John Andrews     |  | 196  |  |  |
| 12 | Stati Uniti (bandiera) | G     | Ashtyn Bell      |  |      |  |  |
| 21 | Stati Uniti (bandiera) | A     | Bernard Robinson |  | 198  |  |  |
| 22 | Stati Uniti (bandiera) | G     | Sherrod Harrell  |  | 191  |  |  |
| 23 | Stati Uniti (bandiera) | A     | Brent Petway     |  | 206  |  |  |
| 25 | Stati Uniti (bandiera) | A     | Graham Brown     |  | 206  |  |  |
| 31 | Stati Uniti (bandiera) | A     | Chris Hunter     |  | 211  |  |  |
| 32 | Stati Uniti (bandiera) | A     | J.C. Mathis      |  | 203  |  |  |
| 32 | Stati Uniti (bandiera) | A     | Lester Abram     |  | 198  |  |  |
| 40 | Stati Uniti (bandiera) | A     | Colin Dill       |  | 201  |  |  |
| 44 | Stati Uniti (bandiera) | A     | Courtney Sims    |  | 208  |  |  |
| 50 | Mauritania (bandiera)  | C     | Amadou Ba        |  | 208  |  |  |

- Allenatore: Tommy Amaker